# イン・ザ・モーメント-ライヴ・イン・コンサート
『イン・ザ・モーメント-ライヴ・イン・コンサート』（In the Moment - Live in Concert）は、アメリカ合衆国のジャズ・ボーカリスト、ダイアン・リーヴスが2000年に録音・発表したライブ・アルバム。

## 解説
ロサンゼルスで300〜400人ほどの観客を招待して行われたライブ・レコーディングを収録している。前作『ブリッジズ』（1999年）に引き続き、ジョージ・デュークがプロデュースした。
リーヴスのオリジナル曲「ザ・ベスト・タイムス」は、スタジオ・アルバム未収録の新曲。本作に収録されたライブには、かつてリーヴスがセルジオ・メンデスのツアーに参加していたことにちなむ「ブラジリアン・セット」のコーナーがあり、アントニオ・カルロス・ジョビンやミルトン・ナシメントといったブラジル人ミュージシャンの曲に加えて、ブラジル風のアレンジがなされたコール・ポーター作のスタンダード・ナンバー「ラヴ・フォー・セール」も収録された。
本作はビルボードのジャズ・アルバム・チャートで4位に達し、第43回グラミー賞では最優秀ジャズ・ボーカル賞を受賞して、自身初のグラミー受賞を果たした。

## 収録曲
1. モーニング・ハズ・ブロークン - "Morning Has Broken" (Traditional) - 9:20
2. アフロ・ブルー - "Afro Blue" (Mongo Santamaria, Oscar Brown) - 5:48
3. ザ・ファースト・ファイヴ・チャプターズ - "The First Five Chapters" (Dianne Reeves, Portia Nelson) - 7:16
4. トリステ - "Triste" (Antônio Carlos Jobim) - 4:40
5. ブリッジズ - "Bridges" (Milton Nascimento, Fernando Brant, Gene Lees) - 5:35
6. ラヴ・フォー・セール - "Love for Sale" (Cole Porter) - 7:31
7. カム・イン - "Come In" (D. Reeves, Diane Louie, Billy Childs) - 7:44
8. ザ・ベスト・タイムス - "The Best Times (Grandma's Song)" (D. Reeves) - 8:38
9. テスティファイ - "Testify" (D. Reeves, Munyungo Jackson) - 5:56
10. スザンヌ - "Suzanne" (Leonard Cohen) - 5:24
11. ミスタ - "Mista" (D. Reeves, Terri Lyne Carrington, Chris Parks) - 6:00

## 参加ミュージシャン
- ダイアン・リーヴス - ボーカル
- オトマロ・ルイーズ - ピアノ、シンセサイザー、バッキング・ボーカル
- レジナルド・ヴィール - ベース、バッキング・ボーカル
- ロッキー・ブライアント - ドラムス、バッキング・ボーカル
- ホメロ・ルバンボ - ギター
- ムニャンゴ・ジャクソン - パーカッション、バッキング・ボーカル
- ジョージ・デューク - キーボード、ピアノ、バッキング・ボーカル
- ウェイン・ホルムス - バッキング・ボーカル